# Pieter van Musschenbroek
Pour les articles homonymes, voir Musschenbroek.
Pieter van Musschenbroek (14 mars 1692 à Leyde – 19 septembre 1761 à Leyde), est un physicien néerlandais. Il contribua puissamment par ses leçons, ses découvertes et ses ouvrages à introduire en Hollande la physique expérimentale et le newtonianisme ; il a laissé d'importantes observations sur l'électricité, le magnétisme, le frottement et la cohésion des solides, la capillarité ; il prit part à l'expérience de la bouteille de Leyde et imagina en 1731, un pyromètre (ou dilatomètre), permettant de mesurer la dilatation des barres métalliques soumises à une montée en température.

## Biographie
Il exerça d'abord la médecine, puis fut successivement professeur de philosophie, de mathématiques et de médecine à Duisbourg, à Utrecht, et enfin à Leyde en 1740.
Il était l'élève et l'ami de Willem Jacob 's Gravesande.
Il s’intéressa à la météorologie et fut un des premiers à introduire des symboles pour désigner les phénomènes météorologiques dans ses relevés réalisés à Utrecht et publiés en 1728. Cette première série de symboles sera reprise et enrichie par Johann Lambert (1728-1777) et ont été utilisés par le réseau de la Société météorologique Palatine, un des premiers réseaux de mesures météorologiques (1781-1792).
Tandis que Réaumur tâchait d'améliorer la qualité des fontes en testant la résistance à la traction de fils métalliques, Musschenbroek essaya de mesurer directement la résistance d'échantillons sous forme de barres ; il lui fallait pour cela mettre en œuvre des efforts de traction accrus, ce qu'il parvint à faire en exploitant les propriétés du levier. La machine qu'il construisit pour ses études rhéologiques est décrite dans ses Dissertationes de 1729. Il mesura la résistance de plusieurs essences de bois et de plusieurs pierres et métaux, consignant les résultats dans ses Institutiones en 1734. Il mit en évidence la différence de résistance des matériaux en traction et en compression. Ce livre, traduit en français en 1751, eut une influence considérable sur les ingénieurs et notamment sur Coulomb, qui emmena ce livre lorsqu'il partit en mission pour la Martinique. Les mesures de Musschenbroek furent critiquées par Buffon parce qu'il n'utilisait que des barres de section réduite, même si ce n'était plus des fils. Mesurant la rupture des barres en flexion, Buffon constata simplement que la résistance des bois d'une même essence est très variable et augmente en gros avec la masse volumique.
Musschenbroek poursuivit les travaux d'Amontons sur le frottement, et mit en évidence l'influence de la surface de contact. Il attira l'attention sur la roideur des cordes, un phénomène dangereux et paradoxal observé à bord des voiliers sur les poulies. L'abbé Bossut poursuivit les recherches sur ce problème et Coulomb proposa une formule rendant compte des observations.
En 1746, il inventa, en collaboration avec son élève Andreas Cunaeus, la bouteille de Leyde, précurseur du condensateur électrique. Au cours de ses expériences sur l'électricité statique, il a noté que les objets chargés électriquement dans l'air, perdaient leur charge. En conséquence, il utilisa une bouteille en verre pour réaliser le stockage de la charge électrique. Le choix d'une bouteille n'est pas surprenant, car à cette époque, on croyait que l'électricité était un fluide invisible coulant d'un endroit à un autre. Une bouteille était donc un moyen approprié pour sauvegarder ce « liquide ». Par la suite, il a été constaté que le physicien allemand Ewald Georg von Kleist avait réalisé une invention similaire, expérimentée le 11 octobre 1745 puis publiée en 1746, mais pratiquement inconnue en dehors de l'Allemagne.
Pieter Van Musschenbroeck a été probablement la première personne à avoir subi une électrocution, non létale. À son ami René-Antoine Ferchault de Réaumur il a écrit en 1746 : « Tout d'un coup ma main droite a commencé à trembler violemment et tout mon corps tremblait comme lors du coup de foudre, de la première rencontre. ».
Musschenbroek était correspondant des académies des sciences de Paris, Berlin, Saint-Pétersbourg, Londres, Stockholm etc.

Instruments de mesure
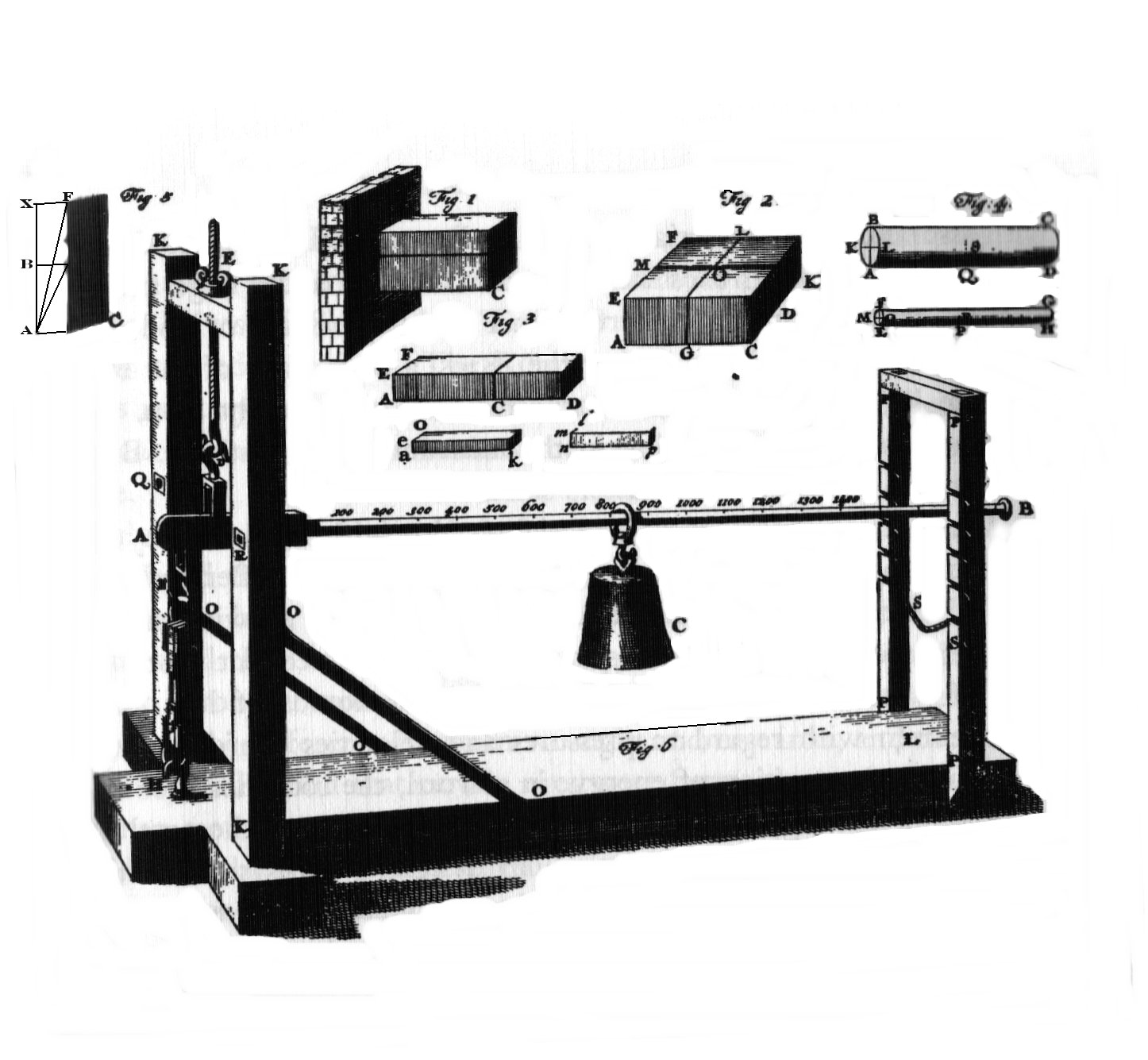
Banc de traction pour tester la résistance des matériaux, (1729)
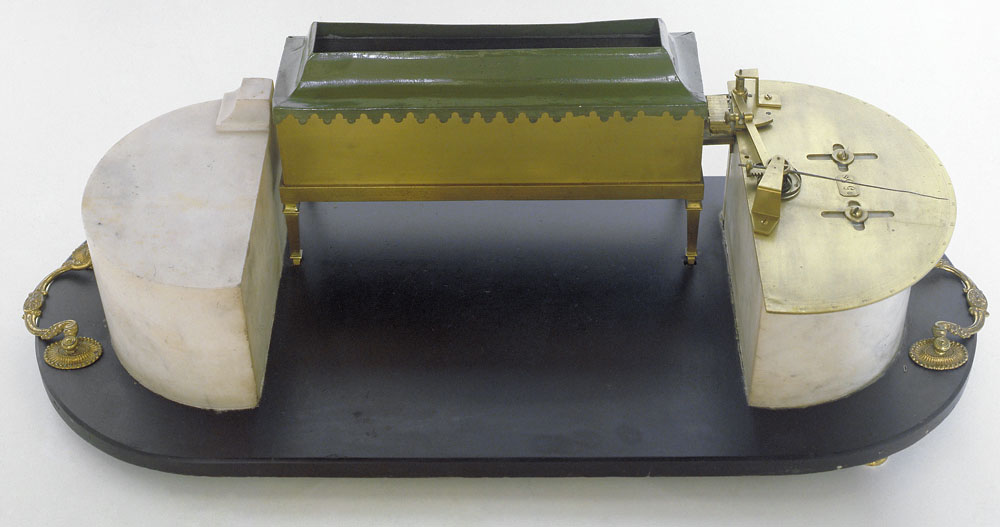
Pyromètre ou dilatomètre, (1731), Musée Galilée, Florence
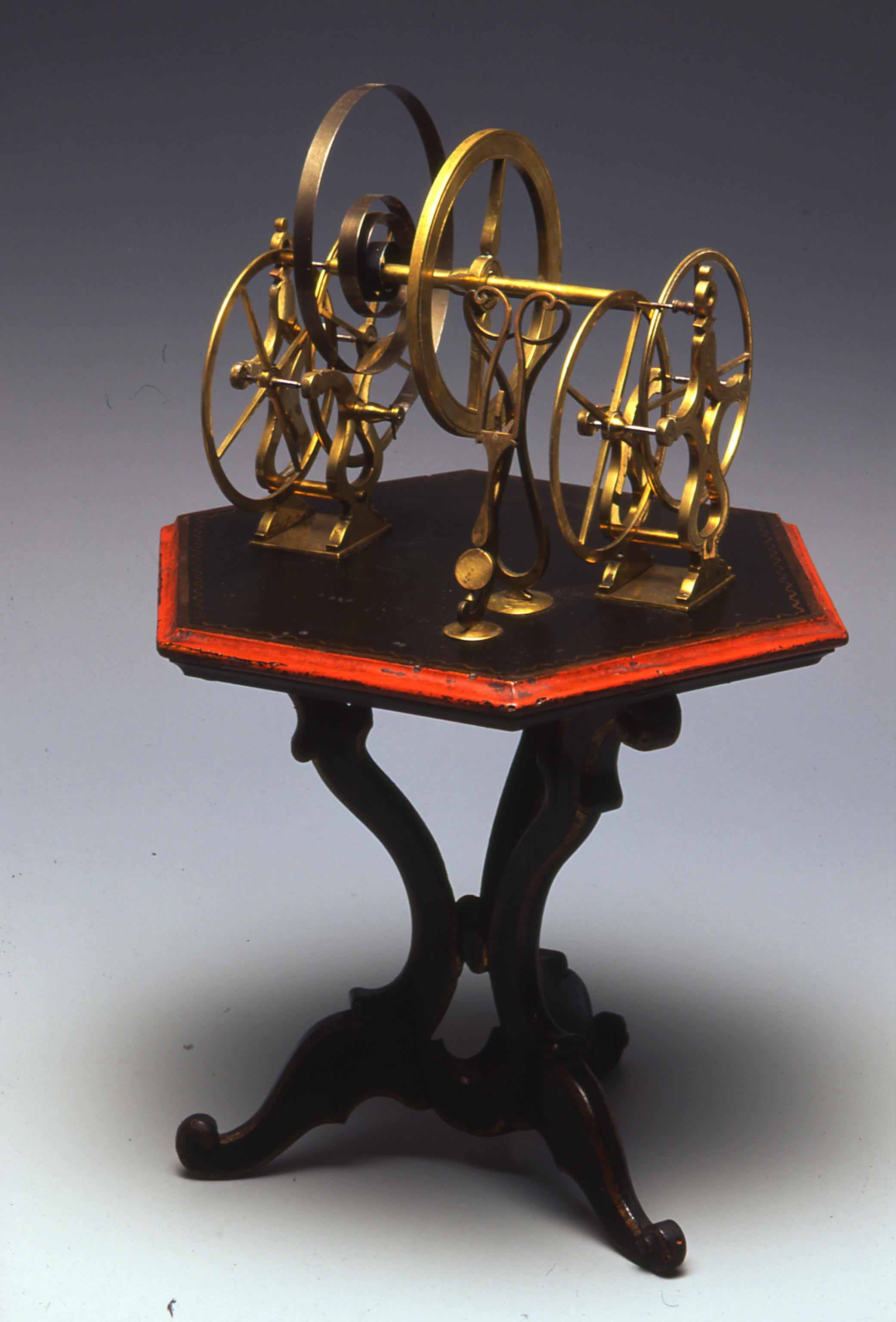
Tribomètre, Ancienne collection de Jean Antoine Nollet (1742), musée d'histoire de la physique de Padoue (it).

## Publications

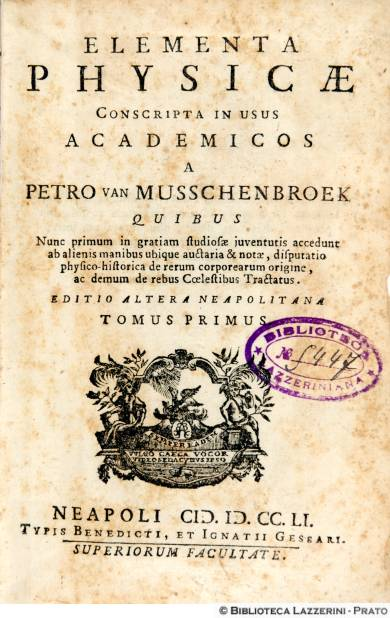

- De certa methodo philosophiæ experimentalis, 1723 ;
- Elementa Physicæ (Eléments de physique), 1726 (traduit en français en 1739 et en 1751 par Pierre Massuet sous le titre d'Essai de physique  : Tome II Texte en ligne) ;
  - En 1760 Musschenbroek décide de publier un ouvrage plus complet, en particulier sur la partie concernant l'électricité. Compte tenu de sa mort, intervenue en 1761, la nouvelle édition est terminée par son disciple Johan Lulofs, et parait en deux tomes en 1762 sous le titre de Introductio ad philosophiam naturalem (OCLC 16225246) ;
  - En 1769, l'ouvrage est de nouveau traduit en français en trois tomes par Joseph-Aignan Sigaud de Lafond : Tome 1 Texte en ligne,Tome 2 Texte en ligne,Tome 3 Texte en ligne. Cet ouvrage alimentera largement les auteurs de l’Encyclopédie ;
- Dissertationes physicae experimentalis et geometricae de magnete (1729) ;
- De methodo instituendi experimenta physices, 1730 ;
- Tentamina experimentórum naturalium in Accademia del Cimento (1731) ;
- Institutiones physicæ (1734), traduites en français en 1751 ;
- Æris praestantia in humoribus corporis humani (1739) ;
- Institutiones logicæ (1764).

## Sources
- René Dugas, Histoire de la Mécanique (1955), éd. du Griffon, Neuchâtel, Suisse
- Stephen Timoshenko, History of Strength of Materials (1953), rééd. éd. Dover (1982)

Cet article comprend des extraits du Dictionnaire Bouillet. Il est possible de supprimer cette indication, si le texte reflète le savoir actuel sur ce thème, si les sources sont citées, s'il satisfait aux exigences linguistiques actuelles et s'il ne contient pas de propos qui vont à l'encontre des règles de neutralité de Wikipédia.

## Hommages
- Un astéroïde de la ceinture principale, découvert le 3 mai 1997 porte son nom : le (12491) Musschenbroek.
- De nombreuses rues portent son nom aux Pays-Bas, à Amsterdam, Apeldoorn, Eindhoven, Heerlen, La Haye, Leyde, Utrecht, Zandvoort, etc.
- Une espèce de Loris porte son nom : le Lori de Musschenbroek (Neopsittacus musschenbroekii).